# パッセージ (カーペンターズのアルバム)
『パッセージ』（Passage）は、カーペンターズが1977年に発表したアルバム。スタジオ・アルバムとしては8作目。

## 解説
本作は、当初は外部プロデューサーを迎えて制作することも検討された。最終的にはリチャード・カーペンター自身がプロデュースを担当するが、リチャードの手によるオリジナル曲は収録されなかった。多くの外部ミュージシャンを招き、実験的な音作りがなされている。
ミュージカル『エヴィータ』の楽曲をカヴァーした「月影のバルコニー〜泣かないでアージェンティーナ」と、カナダのプログレッシブ・ロック・バンドであるクラトゥのカヴァー「星空に愛を (コーリング・オキュパンツ)」、さらに「想い出にさよなら」の3曲では、ロサンジェルス・フィルハーモニック（指揮はピーター・ナイトが担当）や、グレッグ・スミス率いる合唱団が参加。ただし、契約上の問題でロサンジェルス・フィルハーモニックの名前は出せなかったため、アルバムのクレジットでは"Overbudget Philharmonic"と記載されている。セカンド・ラインのリズムを取り入れた「恋の強がり」では、「スーパースター」「ア・ソング・フォー・ユー」「マスカレード」といったカーペンターズのレパートリーを作曲したレオン・ラッセルがゲスト参加。
本作からは、「ふたりのラヴ・ソング」（全米35位）、「星空に愛を (コーリング・オキュパンツ)」（全米32位）、「スウィート・スマイル」（全米44位）がシングルとしてリリースされた。後にアン・マレーが「想い出にさよなら」をカヴァーし、全米12位まで上昇させた。
「ふたりのラヴ・ソング」は、同時期に日本の女性アイドルグループ、キャンディーズもアルバム『Candy Label』でカヴァーしている。

## 収録曲
1. 一人にさせて - "B'wana She No Home" (Michael Franks) - 5:29
2. ふたりのラヴ・ソング - "All You Get from Love Is a Love Song" (Steve Eaton) - 3:46
3. 想い出にさよなら - "I Just Fall in Love Again" (Steve Dorff, Larry Herbstritt, Gloria Sklerov, Harry Lloyd) - 4:02
4. 月影のバルコニー〜泣かないでアージェンティーナ (ミュージカル『エヴィータ』より) - "On the Balcony of the Casa Rosada/Don't Cry for Me Argentina" (Andrew Lloyd Webber, Tim Rice) - 7:57
5. スウィート・スマイル - "Sweet, Sweet Smile" (Juice Newton, Otha Young) - 3:00
6. あの日、あの時 - "Two Sides" (Scott E. Davis) - 3:27
7. 恋の強がり - "Man Smart, Woman Smarter" (Norman Span) - 4:21
8. 星空に愛を (コーリング・オキュパンツ) - "Calling Occupants Of Interplanetary Craft (The Recognized Anthem Of World Contact Day)" (Klaatoons) - 7:07

## 参加ミュージシャン
- カレン・カーペンター - ボーカル
- リチャード・カーペンター - ボーカル、キーボード
- トニー・ペルーソ - ギター
- ジョー・オズボーン - ベース
- ロン・タット - ドラムス(on 1. 3. 5. 8.)
- エド・グリーン - ドラムス(on 2. 6. 7.)
- トミー・ヴィグ - パーカッション
- ジェリー・ステインホルツ - コンガ
- トム・ヘンズレー - タック・ピアノ
- トム・スコット - サックス、アルト・フルート
- アール・ダムラー - オーボエ、イングリッシュ・ホルン
- ピーター・ナイト - オーケストラ指揮
- グレッグ・スミス - 合唱団指揮
- ロサンジェルス・フィルハーモニック - 「予算超過管弦楽団」として(on 3. 4. 8.)
- ピート・ジョリー - ピアノ(on 1.)
- ラリー・ムホベラック - エレクトリックピアノ(on 1.)
- ウォリー・スノー - パーカッション(on 1.)
- レイ・パーカーJr. - ギター(on 2.)
- ジュリア・ティルマン - バッキング・ボーカル(on 2.)
- カーリナ・ウィリアムス - バッキング・ボーカル(on 2.)
- マキシン・ウィラード - バッキング・ボーカル(on 2.)
- ゲイル・レヴァント - ハープ(on 3.)
- ボビー・ブルース - フィドル(on 5.)
- ラリー・マクニーリー - バンジョー(on 5.)
- リー・リトナー - アコースティック・ギター(on 6.)
- ジェイ・グレイドン - アコースティック・ギター(on 6.)
- ジェイ・ディー・マネス - スティール・ギター(on 6.)
- レオン・ラッセル - ピアノ(on 7.)
- ヴィンス・チャールズ - スティールドラム(on 7.)
- デヴィッド・ルエル - バリトン・サックス(on 7.)
- カート・マクゲトリック - バリトン・サックス(on 7.)
- ジャッキー・ケルソ - テナー・サックス(on 7.)
- キング・エリクソン - コンガ(on 7.)